# Eberhard Alexander-Burgh
Eberhard Alexander-Burgh (* 22. Dezember 1929 in Berlin; † 21. Oktober 2004 ebenda) war ein deutscher Schriftsteller und Jugendbuchautor.

## Leben

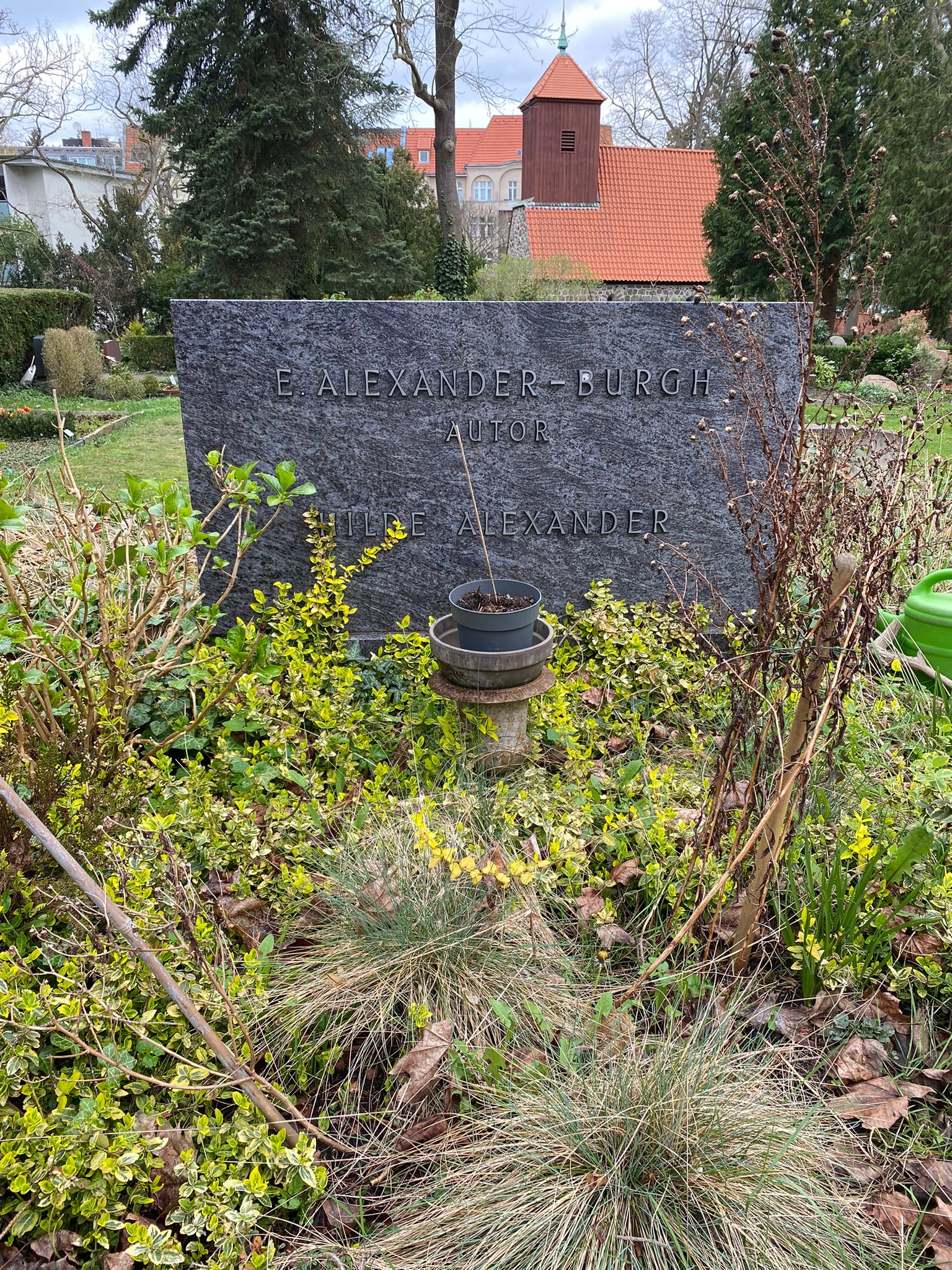
Grabstätte auf dem Friedhof Schmargendorf

Eberhard Alexander-Burgh absolvierte zunächst eine Ausbildung als Bankkaufmann und studierte anschließend Germanistik. Seit 1954 war er als freischaffender Schriftsteller tätig. Der Schwerpunkt seiner Arbeit lag dabei auf der Jugendliteratur. Alexander-Burgh verfasste 25 Bücher sowie über 1500 Radiosendungen für Kinder-, Jugend-, Schulfunk- und Fernsehprogramme (u. a. zahlreiche Geschichten für die westdeutsche Ausgabe des Sandmännchens). Darüber hinaus schrieb er die Vorlagen für mehr als 90 Tonträger. Während die meisten Autoren erst ihre Bücher schreiben und bei kommerziellem Erfolg diese für Funk, Fernsehen und Tonträger bearbeiten, ging Alexander-Burgh den umgekehrten Weg: Zuerst schrieb er seine Geschichten für Funk und Fernsehen. Anschließend wurden einige zu Büchern adaptiert. So ist Alexander-Burgh der erste Medienautor für Kinder- und Jugendliteratur in Deutschland. Darüber hinaus war er ab 1973 als Mitglied der Neuen Gesellschaft für Literatur (NGL) für mehrere Jahre zum Delegierten der Arbeits- und Projektgruppen gewählt worden.
Große Popularität erreichte er durch Die Hexe Schrumpeldei aus dem windschiefen Haus in der Schwarzer-Peter-Gasse 13 sowie das Schlossgespenst Hui Buh, das als „einzig behördlich zugelassenes Gespenst“ dem Schlossherrn von Burgeck, König Julius 111., mit Rat und (Un-)Tat zur Seite steht. Beide Reihen wurden sowohl als Hörspiele als auch als Bücher große Erfolge; Hui Buh kam 2006 unter dem Titel Hui Buh – Das Schlossgespenst in die Kinos. Die Titelrolle übernahm Michael Herbig. 2022 erschien die Fortsetzung Hui Buh und das Hexenschloss.
Für seine Hörspiele wurde Alexander-Burgh mit mehreren Goldenen Schallplatten ausgezeichnet und wurde zugleich der erste Jugendbuchautor, der diese Auszeichnung auch in Platin erhielt. Für seine besonderen Verdienste wurde er mit der Bürgermedaille von Berlin-Wilmersdorf geehrt.
Eberhard Alexander-Burgh starb am 21. Oktober 2004 nach längerer Krankheit in Berlin. Den Großteil seines Erbes vermachte er dem Berliner Bezirk Charlottenburg-Wilmersdorf zur Förderung von Projekten für Kinder und Jugendliche. Am 1. Dezember 2009 wurde eine der Charlottenburg-Wilmersdorfer Stadtbibliotheken nach ihm benannt. Seine Grabstätte befindet sich auf dem Friedhof Schmargendorf.

## Werke (Auswahl)

### Hörspiele

#### Einzelhörspiele
- 1967: Der Rattenfänger von Hameln / Die Heinzelmännchen von Köln (Hörspielbearbeitung)
- 1968: Sindbad der Seefahrer (Hörspielbearbeitung)
- 1970: Robin Hood
- 1972: Die Prärie: ein spannendes Lederstrumpf-Abenteuer (Hörspielbearbeitung)
- 1974: Vati hat gesagt...
- 1974: Meisterdetektiv Neunmalklug
- 1974: Das kleine Monster (identisch mit „Das Matschmonster“)
- 1974: Räuberhauptmann Potzblitz
- 1974: Käptn Buddelrum / Abenteuer auf südlichen Meeren
- 1975: Peter und die drei großen F's
- 1975: Das Zauberlaken
- 1975: Der Zauberer Zackzarack
- 1976: Schlüsseleddy und Gorillababy
- 1977: Meuterei auf der Bounty
- 1978: Das Matschmonster (identisch mit „Das kleine Monster“)
- 1979: Zauberer Zackzarack (Wiederveröffentlichung von „Der Zauberer Zackzarack“)
- 1980: Die Flußpiraten des Mississippi
- 1980: Moby Dick – Die Jagd nach dem weißen Wal (Hörspielbearbeitung)
- 1980: Schlüsseleddy und Gorillababy dreh'n ein Super-Ding
- 1981: Ich und Klara (2 Folgen/Hörspielbearbeitung)
- 1981: Der unheimliche Phantoll (2 Folgen)
- 1982: Balduin, der Gepäckträger mit der goldenen 1
- 1982: Lari Fari Mogelzahn und die Löwenreise
- 1982: Rumpelmuck, der Poltergeist
- 1983: Der kleine Muck
- 1988: Lustige Löwengeschichten von Leo und Simba
- 1988: Zauberhafte Zaubergeschichten
- 1994: Simba, der Löwe

##### Radiohörspiele vom SWR (sortiert nach Ausstrahlung)
- 12.08.1954: Der dicke Sultan und sein Wunderturm
- 03.01.1955: Gute Besserung für kleine Patienten – Ein aufregendes neues Jahr
- 28.02.1955: Gute Besserung für kleine Patienten – Der Neidhammel
- 04.04.1955: Gute Besserung für kleine Patienten – Mein Name ist Hase
- 16.05.1955: Die Geschichte vom sehr unzufriedenen Maikäfer Franz
- 18.07.1955: Der faule König
- 25.09.1955: Der schüchterne Löwe
- 30.10.1955: Die Zauberbrille
- 24.11.1955: Die Zauberbrille (Wiederholung)
- 28.11.1955: Der Faxemax
- 13.12.1955: Die neugierige Prinzessin
- 1955: Hexe Knickebein und der Pechvogel
- 19.12.1955: Gute Besserung für kleine Patienten – Das Zitronenschnee-Weihnachtsgeschenk
- 22.12.1955: Die Weltreise des Schneemanns Naseweis
- 02.01.1956: Gute Besserung für kleine Patienten – Ein aufregendes neues Jahr (Wiederholung)
- 26.01.1956: Der Faxemax (Wiederholung)
- 26.03.1956: Gute Besserung für kleine Patienten – Mein Name ist Hase (Wiederholung)
- 30.04.1956: Gute Besserung für kleine Patienten – Der kleine Gernegroß
- 28.05.1956: Bruno der Erste u. Bruno der Allererste
- 14.05.1956: Die Geschichte vom sehr unzufriedenen Maikäfer Franz (Wiederholung)
- 24.05.1956: Gute Besserung für kleine Patienten – Der Neidhammel (Wiederholung)
- 14.06.1956: Hui-Buh, das Gespenst
- 06.08. 1956: Gute Besserung für kleine Patienten – Minifax-Krickselkrax
- 09.08.1956: Die neugierige Prinzessin
- 18.10. 1956: Die Hexenbonbons
- 20.12. 1956: Ich wünsche mir einen Nasenroller
- 31.12. 1956: Gute Besserung für kleine Patienten – Der Silvesterkrapfen
- 28.03.1957: Die Hexenbonbons (Wiederholung)
- 04.04.1957: Hexe Knickebein und der Pechvogel (Wiederholung)
- 29.04.1957: Die neugierige Prinzessin (Wiederholung)
- 27.05.1957: Bruno der Erste u. Bruno der Allererste (Wiederholung)
- 05.09.1957: Hui-Buh, das Gespenst (Wiederholung)
- 13.10.1957: Tausend und ein Wunsch
- 1957: Tischlein, deck dich (Märchenspiel nach den Gebrüder Grimm)
- 1957: Gute Besserung für kleine Patienten – Wer zuletzt lacht-lacht am besten
- 27.04.1958: Die Bremer Stadtmusikanten (Märchenspiel nach den Gebrüdern Grimm)
- 22.09.1958: Gute Besserung für kleine Patienten – Wer zuletzt lacht-lacht am besten (Wiederholung)
- 22.12.1958: Die davongeflogenen Weihnachtsgeschenke
- 10.01.1959: Der faule König (Wiederholung)
- 29.01.1959: Die Weltreise des Schneemanns Naseweis (Wiederholung)
- 08.02.1959: Hui-Buh, das Gespenst (Wiederholung)
- 01.06.1959: Gute Besserung für kleine Patienten – Minifax-Krickselkrax (Wiederholung)
- 11.06.1959: Die Lügenprinzessin
- 24.10.1959: Till Eulenspiegel (1. Folge)
- 21.11.1959: Till Eulenspiegel (2. Folge)
- 19.12.1959: Till Eulenspiegel (3. Folge)
- 21.12.1959: Gute Besserung für kleine Patienten – Die davongelaufenen Weihnachtsgeschenke (Wiederholung vom 22.12.1958)
- 23.01.1960: Till Eulenspiegels lustige Streiche (4. Folge)
- 20.12.1960: Till Eulenspiegels lustige Streiche (5. Folge)
- 19.03.1960: Till Eulenspiegels lustige Streiche (6. Folge)
- 23.04.1960: Lauter lustige Lügen: Münchhausen lustige Streiche Folge 1
- 21.05.1960: Lauter lustige Lügen: Münchhausen lustige Streiche Folge 2
- 18.06.1960: Lauter lustige Lügen: Münchhausen lustige Streiche Folge 3
- 23.07.1960: Lauter lustige Lügen: Münchhausen lustige Streiche Folge 4
- 11.08.1960: Gute Besserung für kleine Patienten – Wer zuletzt lacht-lacht am besten (Wiederholung)
- 20.08.1960: Lauter lustige Lügen: Münchhausen lustige Streiche Folge 5
- 25.09.1960: Die Bremer Stadtmusikanten (Märchenspiel nach den Gebrüdern Grimm); (Wiederholung)
- 1960: Lauter lustige Lügen: Münchhausen lustige Streiche Folge 6
- 19.03.1961: Die Lügenprinzessin (Wiederholung)
- 02.04.1963: Till Eulenspiegels lustige Streiche 1. Folge (Wiederholung)
- 30.04.1963: Till Eulenspiegels lustige Streiche 2. Folge (Wiederholung)
- 30.05.1963: Hui-Buh, das Gespenst (Wiederholung)
- 04.06.1963: Till Eulenspiegels lustige Streiche 3. Folge (Wiederholung)
- 02.07.1963: Till Eulenspiegels lustige Streiche 4. Folge (Wiederholung)
- 06.08.1963: Till Eulenspiegels lustige Streiche 5. Folge (Wiederholung)
- 03.09.1963: Till Eulenspiegels lustige Streiche 6. Folge (Wiederholung)
- 05.09.1963: Die Hexe Knickebein und der Pechvogel (Wiederholung)
- 1.10.1963: Sindbad, der Seefahrer 1. Folge
- 05.11.1963: Sindbad, der Seefahrer 2. Folge
- 10.11.1963: Märchenspiel: Der Rattenfänger von Hameln
- 05.12.1963: Nikolausgeschichten – Die kleinen Wellenreiter
- 05.12.1963: Sindbad, der Seefahrer 3. Folge
- 07.01.1964: Sindbad, der Seefahrer 4. Folge
- 04.02.1964: Sindbad, der Seefahrer 5. Folge
- 03.03.1964: Sindbad, der Seefahrer 6. Folge
- 07.04.1964: Sindbad, der Seefahrer 7. Folge
- 20.08.1964: Die Bremer Stadtmusikanten (Märchenspiel nach den Gebrüdern Grimm); (Wiederholung)
- 10.10.1964: Wer ist der Täter? – 1. Folge
- 07.11.1964: Wer ist der Täter? – 2. Folge
- 08.11.1964: Einer, der auszog, das Fürchten zu lernen
- 05.12.1964: Wer ist der Täter? – 3. Folge
- 09.01.1965: Wer ist der Täter? – 4. Folge
- 06.02.1965: Wer ist der Täter? – 5. Folge
- 06.03.1965: Wer ist der Täter? – 6. Folge
- 03.04.1965: Wer ist der Täter? – 7. Folge
- 04.05.1965: Hui-Buh, das Gespenst (Folge 1)
- 08.05.1965: Wer ist der Täter? – 8. Folge
- 01.06.1965: Hui-Buh, das Gespenst (Folge 2)
- 05.06.1965: Wer ist der Täter? – 9. Folge
- 06.07.1965: Hui-Buh, das Gespenst (Folge 3)
- 10.07.1965: Wer ist der Täter? – 10. Folge
- 25.07.1965: Der Rattenfänger von Hameln (Wiederholung)
- 03.08.1965: Hui-Buh, das Gespenst (Folge 4)
- 07.08.1965: Wer ist der Täter? – 11. Folge
- 29.08.1965: Die Bremer Stadtmusikanten (Wiederholung)
- 31.08.1965: Hui-Buh, das Gespenst (Folge 5)
- 05.10.1965: Hui-Buh, das Gespenst (Folge 6)
- 05.12.1965: Wer will mitraten? – Der seltsame Wunschzettel
- 06.02.1966: Das tapfere Schneiderlein
- 22.05.1966: Aschenputtel – Märchenspiel in Versen
- 28.08.1966: Der Rattenfänger von Hameln (Wiederholung)
- 09.09.1966: Einer, der auszog, das fürchten zu lernen (Wiederholung)
- 16.01.1968: Till Eulenspiegels lustige Streiche 1. Folge (Wiederholung)
- 23.01.1968: Till Eulenspiegels lustige Streiche 2. Folge (Wiederholung)
- 30.01.1968: Till Eulenspiegel 3. Folge (Wiederholung)
- 04.02.1968: Der Rattenfänger von Hameln (Wiederholung)
- 13.02.1968: Till Eulenspiegels lustige Streiche 4. Folge (Wiederholung)
- 20.02.1968: Till Eulenspiegels lustige Streiche 5. Folge (Wiederholung)
- 27.02.1968: Till Eulenspiegels lustige Streiche 6. Folge (Wiederholung)
- 01.05.1968: Die Bremer Stadtmusikanten (Wiederholung)
- 04.06.1968: Hui-Buh, das Gespenst 1. Folge (Wiederholung)
- 11.06.1968: Hui-Buh, das Gespenst 2. Folge (Wiederholung)
- 18.06.1968. Hui-Buh, das Gespenst 3. Folge (Wiederholung)
- 25.06.1968. Hui-Buh, das Gespenst 4. Folge (Wiederholung)
- 02.07.1968: Hui-Buh, das Gespenst 5. Folge (Wiederholung)
- 09.07.1968: Hui-Buh, das Gespenst 6. Folge (Wiederholung)[1]

#### Hörspielserien

##### Hui Buh, das Schloßgespenst
1. Hui Buh, das Schloßgespenst (1970)
2. Hui Buh, das Schloßgespenst in neuen Abenteuern (1973)
3. Hui Buh, das Schloßgespenst spukt lustig weiter (1974)
4. Hui Buh, das Schloßgespenst und seine allerneusten Spukereien (1975)
5. Hui Buh, das Schloßgespenst und die große Spukschau (1977)
6. Hui Buh, das Schloßgespenst fährt Geisterkarussell (1977)
7. Hui Buh, das Schloßgespenst und der schaurige Punkt (1977)
8. Hui Buh, das Schloßgespenst und der Gruseltanz (1977)
9. Hui Buh, das Schloßgespenst und die Geisterjäger (1977)
10. Hui Buh, das Schloßgespenst und das verschwundene Spukschloss (1977)
11. Hui Buh, das Schloßgespenst in der alten Poltermühle (1978)
12. Hui Buh, das Schloßgespenst und das unheimliche Feuerroß (1978)
13. Hui Buh, das Schloßgespenst und die geraubte Ahnfrau (1979)
14. Hui Buh, das Schloßgespenst und die unheilvolle Burgfehde (1979)
15. Hui Buh, das Schloßgespenst im dunklen Mitternachtswald (1979)
16. Hui Buh, das Schloßgespenst und die schauerliche Verwünschung (1981)
17. Hui Buh, das Schloßgespenst und das wilde Geisterheer (1981)
18. Hui Buh, das Schloßgespenst und der rabenschwarze Dämon (1982)
19. Hui Buh, das Schloßgespenst und die Schreckensnacht im Burgturm (1982)
20. Hui Buh, das Schloßgespenst in der Teufelsschlucht (1983)
21. Hui Buh, das Schloßgespenst in der Gruselgruft (1983)
22. Hui Buh, das Schloßgespenst und die Irrlichter im Moor (1983)
23. Hui Buh, das Schloßgespenst und das furchtbare Phantom (1983)[2]

##### Die Hexe Schrumpeldei
1. Die Hexe Schrumpeldei (1973)
2. Schrumpeldei und Schrumpelmei mit neuen Hexereien (1974)
3. Die Hexe Schrumpeldei und ihre größte Hexerei (1975)
4. Die Hexe Schrumpeldei und ihre Wunderbrille (1977)
5. Die Hexe Schrumpeldei und ihre mißratene Geburtstagshexerei (1977)
6. Die Hexe Schrumpeldei und der wilde Hexensabbat (1978)
7. Die Hexe Schrumpeldei und die Walpurgisnachthexerei (1978)
8. Die Hexe Schrumpeldei und der geheimnisvolle Turm (1979)
9. Die Hexe Schrumpeldei und der fliegende Teppich (1979)
10. Die Hexe Schrumpeldei und die Drachenhexerie (1979)
11. Die Hexe Schrumpeldei und der starke Lukas (1979)[3]

##### Löwen-Serie
1. Der schüchterne Löwe (1979)[4]
2. Der listige Löwe (1981)[5]
3. Der brüllende Löwe (1981)[6]
4. Der seltsame Löwe (1981)[7]

Bei dem Hörspiel „Simba, der Löwe“ von 1994 handelt es sich um eine Wiederveröffentlichung der ersten beiden Episoden.

##### Pitje Puck
1. Pitje Puck der spaßige Briefträger (1984)
2. Pitje Puck will Fische fangen (1984)
3. Pitje Puck macht tolle Streiche (1984)
4. Pitje Puck und sein Hund (1984)
5. Pitje Puck als Schneider (1984)
6. Pitje Puck der Held des Tages (1984)
7. Pitje Puck überlistet den Dieb (1984)
8. Pitje Puck auf Jagd (1984)
9. Pitje Puck als Detektiv (1984)
10. Pitje Puck kann nichts erschüttern (1984)
11. Pitje Puck sucht einen Schatz (1984)
12. Pitje Puck die Sportskanone (1984)
13. Pitje Puck und das große Geheimnis (1984)

Für die Serie Pitje Puck verfasste Burgh ausschließlich die Hörspielskripte. Die Buchvorlagen stammen aus der Feder des niederländischen Kinderbuchautors Henri Arnoldus.

##### Ich und Klara
1. Ich und Klara und der Dackel Schnuffi (1981)
2. Ich und Klara und das Pony Balduin (1981)[11]

Für die Serie Ich und Klara verfasste Burgh ausschließlich die Hörspielskripte. Die Buchvorlagen stammen aus der Feder des bulgarisch-deutschen Kinderbuchautors Dimiter Inkiow.

### Bücher

#### Buchserien

##### Hui Buh, das Schlossgespenst
1. Hui Buh, das Schlossgespenst (Erstausgabe 1973, Boje Verlag, Illustrationen von Edith Witt; Neuauflage 1978, Engelbert-Verlag, Einband von Hans Möller, Illustrationen von Ursula Dönges-Sandler)
2. Hui Buh, das Schloßgespenst und die tausend Geisterstimmen, 1978
3. Hui Buh, das Schloßgespenst und das mitternächtliche Kegelspiel, 1979
4. Hui Buh, das Schloßgespenst und der geheimnisvolle Burgbrunnen, 1979
5. Hui Buh, das Schloßgespenst und die große Spukschau, 1980
6. Hui Buh, das Schloßgespenst fährt Geisterkarussell, 1980
7. Hui Buh, das Schloßgespenst und der schaurige Punkt, 1981

##### Die Hexe Schrumpeldei
1. Die Hexe Schrumpeldei, 1976
2. Die Hexe Schrumpeldei und ihre neueste Hexerei, 1977
3. Die Hexe Schrumpeldei und eine tolle Hexerei, 1978

#### Einzelgeschichten
- 1968: Die Lügenprinzessin (Neuauflage 1987)
- 1970: Der Faxenmax
- 1971: Kapitän Buddelrum spinnt Seemannsgarn
- 1976: Der große Eiertrick und andere Geschichten
- 1977: Der Räuberhauptmann Kasimir
- 1979: Der schüchterne Löwe
- 1980: Peter ist Klasse
- 1981: Das Matschmonster
- 1984: Kapitän Seebär spinnt Seemannsgarn
- 1985: Schlüssel-Eddy und Gorilla-Baby